# هاميلتون (كاليفورنيا)
هاميلتون (بالإنجليزية: Hamilton City CDP, California)‏ هي مدينة تقع بولاية كاليفورنيا في الولايات المتحدة. تبلغ مساحتها 0.807 كم2، وترتفع عن سطح البحر 46 م، بلغ عدد سكانها 1,759 نسمة في عام 2010 حسب إحصاء مكتب تعداد الولايات المتحدة وتصل الكثافة السكانية فيها 2,179.7 نسمة لكل كيلومتر مربع (5,645.4/ميل2).

## التركيبة السكانية
حدّد مكتب تعداد الولايات المتحدة بيانات التركيبة السكانية لهاميلتون في تعداد الولايات المتحدة. في ما يلي، التركيبة السكانية حسب تعدادي 2000 و2010.

### تعداد عام 2000
بلغ عدد سكان هاميلتون 1,903 نسمة بحسب تعداد عام 2000، وبلغ عدد الأسر 513 أسرة وعدد العائلات 432 عائلة مقيمة في المدينة. في حين سجلت الكثافة السكانية 2,358.1 نسمة لكل كيلومتر مربع (6,107.5/ميل2). وبلغ عدد الوحدات السكنية 543 وحدة بمتوسط كثافة قدره 672.9 لكل كيلومتر مربع (1,742.8/ميل2).
وتوزع التركيب العرقي للمدينة بنسبة 38.10% من البيض و0.37% من الأمريكيين الأفارقة و1.21% من الأمريكيين الأصليين و0.32% من الأمريكيين ذوي الأصول الآسيوية و56.38% من الأعراق الأخرى و3.63% من عرقين مختلطين أو أكثر و80.56% من الهسبانيون أو اللاتينيون من أي عرق.
بلغ عدد الأسر 513 أسرة كانت نسبة 57.1% منها لديها أطفال تحت سن الثامنة عشر تعيش معهم، وبلغت نسبة الأزواج القاطنين مع بعضهم البعض 64.9% من أصل المجموع الكلي للأسر، ونسبة 11.7% من الأسر كان لديها معيلات من الإناث دون وجود شريك، بينما كانت نسبة 7.6% من الأسر لديها معيلون من الذكور دون وجود شريكة وكانت نسبة 15.8% من غير العائلات. تألفت نسبة 10.5% من أصل جميع الأسر من عدة أفراد يعيشون في نفس المنزل ونسبة 4.7% كانت تتألف من شخص يعيش بمفرده يبلغ من العمر 65 عاماً أو أكثر. وبلغ متوسط حجم الأسرة المعيشية 3.71، أما متوسط حجم العائلات فبلغ 4.00.
بلغ العمر الوسطي للسكان 27.7 عاماً. وكانت نسبة 33.4% من القاطنين تحت سن الثامنة عشر، وكانت نسبة 12.6% بين الثامنة عشر والرابعة والعشرين عاماً، ونسبة 28.3% كانت واقعةً في الفئة العمرية ما بين الخامسة والعشرين والرابعة والأربعين عاماً، ونسبة 18.5% كانت ما بين الخامسة والأربعين والرابعة والستين، ونسبة 7.2% كانت ضمن فئة الخامسة والستين عاماً فما فوق. يوجد لكل 100 أنثى 106.0 ذكر، ويوجد لكل 100 أنثى في الثامنة عشر من عمرها فما فوق 113.1 ذكر.
بلغ متوسط دخل الأسرة في المدينة 33,169 دولارًا، أما متوسط دخل العائلة فبلغ 34,167 دولارًا. وكان متوسط دخل الذكور 20,405 دولارًا مقابل 14,191 دولارًا للإناث. وسجل دخل الفرد الخاص بالمدينة 9,047 دولارًا. وكانت نسبة 17.5% من العائلات ونسبة 20.6% من السكان تحت خط الفقر، وكان من هؤلاء نسبة 30.4% تحت سن الثامنة عشر ونسبة 9.2% في الخامسة والستين من العمر وما فوق.

### تعداد عام 2010
بلغ عدد سكان هاميلتون 1,759 نسمة بحسب تعداد عام 2010، وبلغ عدد الأسر 510 أسرة وعدد العائلات 431 عائلة مقيمة في المدينة. في حين سجلت الكثافة السكانية 2,179.7 نسمة لكل كيلومتر مربع (5,645.4/ميل2). وبلغ عدد الوحدات السكنية 539 وحدة بمتوسط كثافة قدره 667.9 لكل كيلومتر مربع (1,729.9/ميل2).
وتوزع التركيب العرقي للمدينة بنسبة 47.41% من البيض و1.02% من الأمريكيين الأفارقة و1.31% من الأمريكيين الأصليين و0.85% من الأمريكيين ذوي الأصول الآسيوية و45.71% من الأعراق الأخرى و3.70% من عرقين مختلطين أو أكثر و84.65% من الهسبانيون أو اللاتينيون من أي عرق.
بلغ عدد الأسر 510 أسرة كانت نسبة 52.7% منها لديها أطفال تحت سن الثامنة عشر تعيش معهم، وبلغت نسبة الأزواج القاطنين مع بعضهم البعض 59.6% من أصل المجموع الكلي للأسر، ونسبة 15.5% من الأسر كان لديها معيلات من الإناث دون وجود شريك، بينما كانت نسبة 9.4% من الأسر لديها معيلون من الذكور دون وجود شريكة وكانت نسبة 15.5% من غير العائلات. تألفت نسبة 10.6% من أصل جميع الأسر من عدة أفراد يعيشون في نفس المنزل ونسبة 4.7% كانت تتألف من شخص يعيش بمفرده يبلغ من العمر 65 عاماً أو أكثر. وبلغ متوسط حجم الأسرة المعيشية 3.45، أما متوسط حجم العائلات فبلغ 3.66.
بلغ العمر الوسطي للسكان 29.6 عاماً. وكانت نسبة 30.1% من القاطنين تحت سن الثامنة عشر، وكانت نسبة 11.5% بين الثامنة عشر والرابعة والعشرين عاماً، ونسبة 28% كانت واقعةً في الفئة العمرية ما بين الخامسة والعشرين والرابعة والأربعين عاماً، ونسبة 20.4% كانت ما بين الخامسة والأربعين والرابعة والستين، ونسبة 9.9% كانت ضمن فئة الخامسة والستين عاماً فما فوق. وتوزع التركيب الجنسي للسكان بنسبة 50.9% ذكور و49.1% إناث.